# Institut für Deutsches und Internationales Parteienrecht und Parteienforschung
Das Institut für Deutsches und Internationales Parteienrecht und Parteienforschung (PRuF) ist ein Forschungsinstitut in Düsseldorf, das Mitte 1991 seine Arbeit aufnahm. Das Institut befasst sich mit der rechts- und politikwissenschaftlichen Analyse und Bewertung der deutschen und europäischen Parteienlandschaft, wobei auch die verschiedenen Parteienfinanzierungsskandale im Blickpunkt standen. Alljährlich veranstaltet das Institut ein Symposion. Ebenso gibt es seit 1991 eine interdisziplinäre Fachzeitschrift heraus, die seit dem Jahrgang 2019 halbjährlich unter der Bezeichnung Zeitschrift für Parteienwissenschaften (MIP) erscheint und online frei zugänglich ist.

## Struktur
Das Institut wird geführt durch ein Direktorium, dem die Rechtswissenschaftlerin Sophie Schönberger und der Politikwissenschaftler Thomas Poguntke angehören.

## Geschichte
Das Institut ging 1991 unter dem Namen "Institut für Deutsches und Europäisches Parteienrecht" aus einem Forschungsprojekt zum Thema „Das Parteienrecht der EG-Staaten“ (seit Ende des Jahres 1985) hervor. Das Projekt wurde von Dimitris Th. Tsatsos†, Lehrstuhlinhaber für "Deutsches und Ausländisches Staatsrecht und Staatslehre" an der FernUniversität Hagen, initiiert und durchführt. Dieser war auch erster Institutsdirektor. 1997 übernahm Martin Morlok die Institutsleitung.
Nach ministeriell verfügtem Umzug an die Heinrich-Heine-Universität Düsseldorf wurde die Aufgabenstellung des Instituts um die der Parteienforschung im Rahmen der Politikwissenschaft erweitert. Es folgte eine Umbenennung zu „Institut für Deutsches und Europäisches Parteienrecht und Parteienforschung (PRuF)“, eine interdisziplinäre Einrichtung der Juristischen und Philosophischen Fakultäten der Heinrich-Heine-Universität Düsseldorf.
Seit dem 1. Januar 2011 wird das PRuF unter dem Namen Institut für Deutsches und Internationales Parteienrecht und Parteienforschung als zentrale wissenschaftliche Einrichtung der Heinrich-Heine-Universität fortgeführt.